# Music Market
Music Market – polska grupa wokalna specjalizująca się w muzyce gospel i spirituals. 

## Historia
Zespół powstał w styczniu 1979 roku w Szczecinie. Zespół został założony przez Bolesława Gryczyńskiego - byłego pianisty zespołu The Gospel Spirituals Singers z Poznania (zespół zdobył w 1978 główną nagrodę w międzynarodowym konkursie Jazzu Tradycyjnego - Złota Tarka). Po rozpoczęciu pierwszej jego stałej pracy w Filharmonii Szczecińskiej rozpoczął organizowanie członków - śpiewaków do nowego zespołu - Music Market. Jego pierwsi członkowie wywodzą się z członków chóru Politechniki Szczecińskiej. Jednakże zaproponował również udział w tym zespole pani Annie Jurksztowicz - na co ona się zgodziła i trwała jako członek i przede wszystkim solistka do ostatnich dni działalności zespołu. Miał na to wpływ fakt, że Anna Jurksztowicz była uczennicą w szkole średniej w Szczecinie, a Bolesław Gryczyński był nauczycielem w tejże szkole. Pierwszy skład grupy tworzyli: Bolesław Gryczyński  - założyciel i aranżer (lider; fortepian, śpiew), Mirosław Górny (śpiew), Jarosław Jagiełłowicz (śpiew), Mirosław Klimasek (śpiew), Paweł Sajewicz (śpiew), Dorota Szpetkowska (śpiew), Roman Zieliński (śpiew). Music Market zadebiutował w lutym 1980 roku na koncercie w klubie studenckim Pinokio. Podczas tournee orkiestry Zbigniewa Górnego zespół dostał propozycję dołączenia to serii koncertów wraz z tą orkiestrą. Gryczyński napisał 4 aranże na orkiestrę i po pierwszych próbach w hali sportowej w Szczecinie zespół rozpoczął ogólnopolską karierę. W niedługim czasie zespół otrzymał zaproszenie do przygotowania się do dużych form muzycznych. Całość tego przedsięwzięcia przejął na siebie ZPR Warszawa i inicjatorem był pan Skolarski - założyciel zespołu VOX. W tym samym roku wystąpił poza konkursem podczas Konkursu Jazzu Tradycyjnego Złota Tarka w Warszawie, gdzie zdobyła nagrodę publiczności. W roku 1981 wystąpił na tym samym festiwalu w składzie: Wojciech Borguński, Anna Jurksztowicz, Bożena Kosińska, Krzysztof Polański, Ewa Różak, zdobywając wyróżnienie zespołowe, zaś Anna Jurksztowicz otrzymała nagrodę indywidualną. W 1984 r. otrzymał Nagrodę Główną tej imprezy. Formacja nagrywała i współpracowała na estradzie z Marylą Rodowicz, Andrzejem Rosiewiczem, Stanisławem Sojką, Orkiestrą Polskiego Radia i Telewizji pod kier. Zbigniewa Górnego i orkiestrą Sami Swoi, a także z: Grażyną Orszt, Ewą Urygą, Jackiem Wojniakiem, Izabelą Zając i Krzysztofem Zdąbłaszem. Zespół wziął udział w realizacji widowiska Katarzyny Gärtner Pozłacany warkocz i suity Krzysztofa Zgrai pt. Kurpie. Zrealizował recitale telewizyjne: Ballady jazzowe, Gospel i spirituals oraz Jazz Production. Dokonał licznych nagrań archiwalnych dla Polskiego Radia w Poznaniu i Szczecinie. Koncertował w kraju i za granicą, m.in. w NRD, ZSRR, RFN i Szwecji. Kierownictwo muzyczne zespołu sprawowali: Bolesław Gryczyński (1979–1981), Janusz Szprot (1981–1983) i Wiesław Pieregorólka (1983–1984). W 1984 roku Music Market został rozwiązany.